# Canthidium pallidoalatum
Canthidium pallidoalatum är en skalbaggsart som beskrevs av Henry Fuller Howden och Young 1981. Canthidium pallidoalatum ingår i släktet Canthidium och familjen bladhorningar. Inga underarter finns listade.